# トライアングル (小説)
『トライアングル』（a triangle）は、2008年に角川書店から刊行された新津きよみの推理小説、および当作品を原作としたテレビドラマ。
私立大学医学部を卒業後、父の代から続く開業医の医師になるも、医師の道を諦めて国際警察の刑事に転職した一人の男が、転職の切っ掛けとなった誘拐殺人事件の真相に迫る作品であり、また、一人の女性の登場により、トラウマを抱えていた元教師が再び子供と向き合おうとする姿が描かれる。

## ストーリー
20年前、小学四年生の少女、葛城佐智恵が誘拐され、無残にも殺害された。
当時の同級生であり、最後の目撃者の郷田亮二は、一度は父の後を継いで医者になったものの、事件が時効になったことから自分の道を選び、刑事になっていた。一方、当時の教師・藤崎敏子は事件後、職を辞し主婦になったが、過剰に子供に接してしまっていた。
事件から20年後、研修のため日本に戻った亮二は、事件当時のクラスメートによる同窓会に誘われるが、そこで彼の前に「葛城サチ」と名乗る、佐智恵に容姿が似た女性が現れる。そして、彼女の出現を機に、奇妙な出来事が亮二の周りで起きていく。
「1/2成人式」と呼ばれる10歳の時に未来の自分に当てた作文など、作品の随所に出てくる「手紙」に事件のヒントが隠されている。

## 登場人物
郷田 亮二（ごうだ りょうじ）
国際警察（インターポール）配属。兄が事故死したことから一時は開業医である父を継ぎ医者になったが、佐智絵の事件が時効を迎えたことから家を飛び出し、単身ニューヨークにわたって犯罪心理学を学ぶ。その後刑事となり、現在は研修を受けるため日本に戻っている。
被害者の佐智絵とは小学四年の時の同級生で、事件当日に最後に見かけていた。その時に寄り道をした佐智絵を止めることが出来なかったことで、事件に巻き込まれたと思い、自らを責め続けている。
藤崎 敏子（ふじざき としこ）
亮二達のかつての教師であったが事件のショックから職を辞し、現在は専業主婦。旧姓は花井。子供が一人いるが、トラウマから過剰なあまりに気になってしまい、夫にとがめられている。
葛城 佐智絵（かつらぎ さちえ）
20年前の誘拐殺人事件の被害者。亮二が思いを寄せていた。
葛城 サチ（かつらぎ さち）
「佐智絵の生まれ変わり」を名乗る謎の女。色水墨画の世界で頭角をあらわしている。実は彼女の出生には悲しい秘密が隠されている。
葛城 清子（かつらぎ きよこ）
佐智絵の母。「葛城 サチ」を佐智絵同然にかわいがっている。しかし、佐智絵の死を今も受け入れられず、まるで生きているかのような振る舞いを見せる。
葛城 均（かつらぎ ひとし）
佐智絵の父。ある事情から妻・清子とは別居している。
丸山 慶太（まるやま けいた）
刑事、亮二の教育係。亮二が過去の事件を調べていることにある程度の理解を示す。だれにでも「オタクは」と言ってくる。
堀米 卓也（ほりごめ たくや）
亮二の同級生で現在は代行業（ほとんど便利屋に近いが）勤務。事務所が空き巣被害に遭ってしまう。
富岡 康志（とみおか やすし）
亮二の同級生、フリーライター。佐智絵の事件である秘密を知っている。
吉澤 彩香（よしざわ あやか）
亮二の同級生、インテリアデザイナーとして働いている。今回の同窓会を企画した。
降旗 信造（ふりはた しんぞう）
佐智絵の事件を捜査していた刑事。定年後は悠々自適の生活を送っている。
リュウ・チェンチャン
中国人青年実業家で日本語も堪能。サチの個展に現れ、高額な絵を購入する。
新保 利道（しんぽ としみち）
佐智絵が「1/2成人式」の時に遺した手紙に出てくる顔にホクロのある人物。ある理由から当時容疑者としてリストに入れられている。

## テレビドラマ
関西テレビの企画・制作により、関西テレビ・フジテレビ系列で2009年1月6日から同年3月17日まで毎週火曜日の22:00 - 22:54（JST）に放送された。主演は江口洋介。東京・大阪・パリ・上海の4都市でロケが行われた。関西テレビ放送開局50周年記念ドラマとして制作されたため、同局の放送対象地域（近畿広域圏）のみオープニングタイトルに「関西テレビ放送開局50周年記念ドラマ」のテロップがついていた。
ドラマでは原作を元にしたオリジナルストーリーが展開され、真犯人も原作とは異なる。
キャッチコピーは「初恋の少女は、25年前に殺された。はずだった。」。

### 登場人物

#### 主要人物
郷田 亮二（35） - 江口洋介（小学生時代の亮二 - 広田亮平）
大学病院の医師だったが10年前に国際警察（インターポール）刑事に転向、そして日本の警察（大田西署）に研修にやって来る。25年前の「葛城佐智絵殺害事件」の本当の第一発見者で、大田西署に来た理由も事件の真相を調べるためであった。25年前には初恋の人だった葛城佐智絵を、さらに15年前には八ヶ岳の別荘の火災により両親と兄を失う。
黒木 舜（32） - 稲垣吾郎
大田西署の刑事。準キャリア、巡査部長。亮二の行動に疑問を抱くも、亮二と組んで「葛城佐智絵殺害事件」の真相を探る。事件を追ううちに父・信造から「葛城佐智絵殺害事件」、そして15年前の「八ヶ岳別荘火災事件」の捜査資料を託され、事件の背後に巨大な権力が関わっている事に行き当たる。亮二から「クロスケ」というあだ名を付けられる。
当初は反町隆史が演じることになっていた。
葛城 サチ（30） - 広末涼子（幼少時代のサチ - 小酒井円葉）（乳児期のサチ - 梅垣日向子）
画家。大阪の児童養護施設出身で、葛城佐智絵亡き後に葛城家の養女となり、佐智絵の代わりとして生きることになる。当初は佐智絵の代わりとして生きることが自分の使命と感じていたが、亮二や実兄（志摩野）との出会いにより、やがてはサチ自身として自分の人生を歩むことを決意する。しかし悲しいすれ違いにより、亮二をかばうかのように真犯人の撃ったライフルの銃弾に倒れ、息を引き取る。
郷田 唯衣（26） - 相武紗季
亮二の妹で、看護師。両親亡き後は叔父夫婦に引き取られていたが、亮二の帰国を機に同居する。15年前の「八ヶ岳別荘火災事件」では亮二に背負われ火の海を脱出した。
志摩野 鷹也（39） - 堺雅人（幼少時代の志摩野 - 鈴木宗太郎）
志摩野コーポレーションの社長。サチに近づき、その行動には謎が多かったが、実はサチの生き別れの兄だった。上海に帰国後、亮二とともに後を追うようにやって来たサチと少しの間ながらも兄妹としての時間を過ごす。しかし翌日、ホテルで毒殺されてしまう。その部屋は元々は亮二が使う予定の部屋であり、志摩野は亮二の代わりに殺されたのであった。
当初は別所哲也が演じることになっていた。
富岡 康志（35） - 谷原章介（小学生時代の富岡 - 山田優）
亮二の小学生時代の同級生で、現在は出版社勤務。「葛城佐智絵殺害事件」のことを本にするためにネタを集めていた。ネタ元であった新藤利通にうまいように利用されていたことを知らされ、発作的に新藤を殺してしまう。その後、亮二に説得されて警察に出頭した。25年前は葛城佐智絵に片思いをしていた。
秋本 了（35） - 佐々木蔵之介（小学生時代の秋本 - 石坂彪流）
亮二の小学生時代の同級生で、現在は建設会社の上海支社に勤務。25年前、亮二が河原から走り去るのを偶然目撃していた。当時の友人たちには亮二と同じく「リョウ」と呼ばれていたため、25年前に真犯人が亮二と間違えて自分に接触していたことを思い出し、亮二に真犯人の存在を教える。25年前はやはり葛城佐智絵の事が好きで、そのことで亮二に対して嫉妬していた。
丸山 慶太（50） - 小日向文世
大田西署の警部補。亮二、舜とともに「葛城佐智絵殺害事件」の真相を探る。愛称は丸さん。自分の出世をふいにしてまで亮二に協力するのにはある理由があった。
葛城 均（57） - 大杉漣
葛城佐智絵の父。佐智絵亡き後から清子と別居中。佐智絵が自分の本当の娘ではないのではないかという疑いを持っていたが、それでも娘として愛情を注いでいた。全てが終わった後、自分のせいで佐智絵やサチを失ってしまったことを清子に悔いた。
葛城 清子（56） - 風吹ジュン
25年前に殺害された葛城佐智絵の母。今でも娘の死を受け止められず情緒不安定、養女のサチのことを佐智絵と混同していた。しかし当時の記憶を思い出すとともに徐々に現実を受け入れ、サチのこともサチとして愛するようになる。しかしそのサチも佐智絵を殺した真犯人の手にかかり、清子は二人も娘を失うこととなった。
黒木 信造（59） - 北大路欣也
舜の父で、警視庁刑事部長。25年前に葛城佐智絵の事件を担当していたが犯人逮捕には至らなかった。しかしその後、ノンキャリアとしては異例ともいえる出世を遂げる。異例の出世は当時上層部からの圧力で捜査打ち切りになったための“褒美”であり、事件を解決できなかったことを悔やんでいた。その後、事件を息子の舜に託すことにし、亮二の帰国に合わせ舜が「葛城佐智絵殺害事件」を調べるよう密かに仕向けた。
葛城 佐智絵 - 志田友美
亮二の10歳の時の同級生。25年前に河原で何者かによって殺害される。しかし犯人は捕まらずに時効を迎え、現在に至る。亮二の初恋の人であり、また彼女にとっても亮二は初恋の人であった。

#### その他の登場人物
郷田 雄一 - 木村遼希
亮二の兄。24歳で事故死。
警務課のみっちゃん - 福田萌（第1,2,6話）
大田西署の女性警察官。舜に何度か身上調査などの協力をさせられる。
堀米 卓也（35） - マギー（小学生時代の卓也 - 佐野剛基）（第1,2,5,6話）
亮二の小学生時代の同級生で現在は有限会社ポポスの社長。「葛城佐智絵殺害事件」の公式上の第一発見者。
美雨子 - 山口日記（第1,2話）
堀米の会社の事務員。
木元 真知子 - 市川実和子（第1 - 4,6,8,10話）
サチの友人。大阪在住。サチに近づくための足がかりとして志摩野が接触する。
幡ヶ谷 - 中村倫也（第1〜6話）
大田西署の若手刑事。亮二や舜の同僚。
吉澤 綾子 - 片岡サチ（小学生時代の綾子 - 渡辺春香）（第1 - 3,8,9話）
亮二の小学生時代の同級生。4年1組の同窓会の幹事。
森永 - 伊藤正之（第1,2話）
タクシー運転手。堀米卓也の事件を目撃し、警察に証言する。
照川 - 石塚義之（アリtoキリギリス）（第1話）
亮二の小学生時代の同級生。
黒木 由子 - 村上理子（第1話）
舜の母、黒木の妻。
室井 - 眞島秀和（第2 - 4,7話）
志摩野の秘書
小巻 寛一郎（24） - 反田孝幸（第2 - 4話）
亮二をナイフで刺した男。サチの持つ佐智絵の手紙を奪うよう新藤に金で雇われた。
アパートの女性 - 今吉祥子（第3話）
新藤 利道 / 狭山 二郎 - 宅麻伸（第3 - 7話）
25年前の「葛城佐智絵殺害事件」の容疑者だった、顔にアザのある男。当時清子と不倫関係だった。25年間“狭山二郎”という偽名で生活していた。
南町のスナック“野原”のママ - 林希（第4話）
南町のスナック“野原”の店員 - 大久保卓朗（第4話）
宮部 大輔 - 浅野和之（第4話、第8話、第9話）
25年前に事件の捜査を担当した元刑事。
鶴屋（ツゥさん） - 深沢敦（第6話）
新宿二丁目にある、店のママ。
葛城トレーディング社の社員 - 潟山セイキ（第9話）
誰かに箝口令を敷かれたためか亮二が聞いたことに対して何も答えようとしない。
長野県警察・茅野東警察署の警官 - 野村修一（第10話）
長野・上茅野消防の職員 - 花ヶ前浩一（第10話）
八ヶ岳美園不動産株式会社の男 - 本多晋（第10話）
堂島代議士　‐　阿部六郎
本庁捜査員 - 中根徹（最終話）

### スタッフ
- 原作：新津きよみ『トライアングル』（角川書店刊）
- 脚本：水橋文美江
- テーマイメージ曲：上原ひろみ「Flashback」
- 音楽：澤野弘之、林ゆうき
- 主題歌：小田和正「さよならは 言わない」（2009年2月25日、BMG JAPAN）
- プロデューサー：重松圭一（関西テレビ）、小寺健太（関西テレビ）
- 演出：三宅喜重（関西テレビ）、木内健人（5年D組）、白木啓一郎（関西テレビ）
- 制作協力：5年D組
- 制作著作：関西テレビ

### サブタイトル
| 各話                                                      | 放送日        | サブタイトル（放送時）  | シナリオ題（ラテ欄など） | 演出       | 視聴率 |
| --------------------------------------------------------- | ------------- | ----------------------- | ------------------------ | ---------- | ------ |
| 1                                                         | 2009年1月6日  | 誰が少女を殺したか      | 誰が少女を殺したか?      | 三宅喜重   | 14.7%  |
| 2                                                         | 2009年1月13日 | 過去からの手紙          | 過去からの手紙           | 三宅喜重   | 11.1%  |
| 3                                                         | 2009年1月20日 | 容疑者                  | 私が愛した容疑者         | 三宅喜重   | 11.9%  |
| 4                                                         | 2009年1月27日 | 衝撃の告白              | 犯人は私です。           | 木内健人   | 11.5%  |
| 5                                                         | 2009年2月3日  | 消された真実            | 消された真実             | 三宅喜重   | 11.6%  |
| 6                                                         | 2009年2月10日 | 哀しき殺人者            | 哀しき殺人者             | 白木啓一郎 | 11.5%  |
| 7                                                         | 2009年2月17日 | 上海の夜 引き裂かれた絆 | その男上海に死す         | 木内健人   | 10.8%  |
| 8                                                         | 2009年2月24日 | アリバイ                | 誰も信じられない         | 三宅喜重   | 11.3%  |
| 9                                                         | 2009年3月3日  | 真実の向こう側          | 残酷な真実               | 白木啓一郎 | 12.1%  |
| 10                                                        | 2009年3月10日 | 十字架を背負う者たち    | 犯人は此処にいる         | 木内健人   | 13.3%  |
| 11                                                        | 2009年3月17日 | 決着                    | 終わらない愛と絆         | 三宅喜重   | 15.5%  |
| 平均視聴率12.4%（視聴率は関東地区・ビデオリサーチ社調べ） |               |                         |                          |            |        |

### スピンオフショートドラマ
1月6日より、トライアングル携帯サイトにて「トライアングル 〜The Other Side of Love〜」が配信された。
キャスト
花井安奈：中村ゆり
25年前の山陽小学校4年1組の担任。亮二や佐智絵を教えていた。
安永美穂：中村ゆり（小学生時代の美穂：山田夏海）
カウンセラー。花井と瓜二つの容貌をしている。実は25年前の花井の教え子で、当時は亮二に思いを寄せ、また亮二が佐智絵のことが好きな事にも気付いていた。転校直前、佐智絵にある計画を持ちかける。
葛城佐智絵：志田友美
郷田亮二：広田亮平

### 関連商品
- TRIANGLE PHOTOGRAPHS　－広末涼子・イン・トライアングル－（扶桑社） - 『トライアングル』のサイドストーリー「Sachi in Paris.」など掲載
- 「トライアングル DVD-BOX」（2009年5月29日、PCBE-63320：ポニーキャニオン） - ※フランス語、中国語のセリフ部分のみ日本語字幕が表示される。
- 「トライアングル」オリジナル・サウンドトラック（2009年3月3日、BMG JAPAN）

### その他
- この番組のデータ放送では、トライアングル掲示板への書き込みや番組に関するプレゼントクイズの応募などができた。公式サイト内のブログでは、インタビューやプロデューサーコメントなどを見ることができた。